# Røde Vejrmølle-Filmen
|  | Denne artikel er oprettet af botten Steenthbot ud fra en ekstern database. Den kan derfor have sproglige fejl eller mangler. Denne skabelon kan fjernes efter kontrol af indholdet. |

Røde Vejrmølle-Filmen er en dansk dokumentarfilm fra 1944 instrueret af Carl Jensen og efter manuskript af Karl Lorenzen.

## Handling
Optaget i anledning af Fællesbageriets 25 års jubilæum i Glostrup. Fællesbageriet blev dannet i 1919.